# Jerevans järnvägsstation
Jerevans järnvägsstation (armeniska: Երևան երկաթուղային կայարան, Yerevan yerkat’ughayin kayaran) är centralstation i Jerevan i Armenien. Den ligger i distriktet Erebuni, omkring två kilometer söder om Republikens plats i centrala Jerevan.
Järnvägsstationen är länkad till den bredvidliggande tunnelbanestationen David av Sasun med en gångtunnel.
Den första järnvägslinjen till Jerevan byggdes 1902, och gav en förbindelse till Alexandropol (Gjumri) och Tiflis (Tbilisi). En andra linje invigdes 1908, vilken förband Jerevan med Jolfa i Persien.
Den nuvarande stationsbyggnaden uppfördes 1954. Armeniens järnvägsmuseum öppnade i stationshuset 2009. Museet har också ett ånglokomotiv utställd vid stationen.

## Bildgalleri

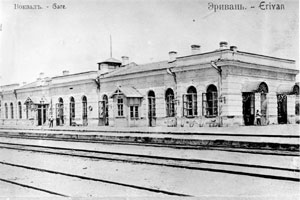
Stationshuset före 1921
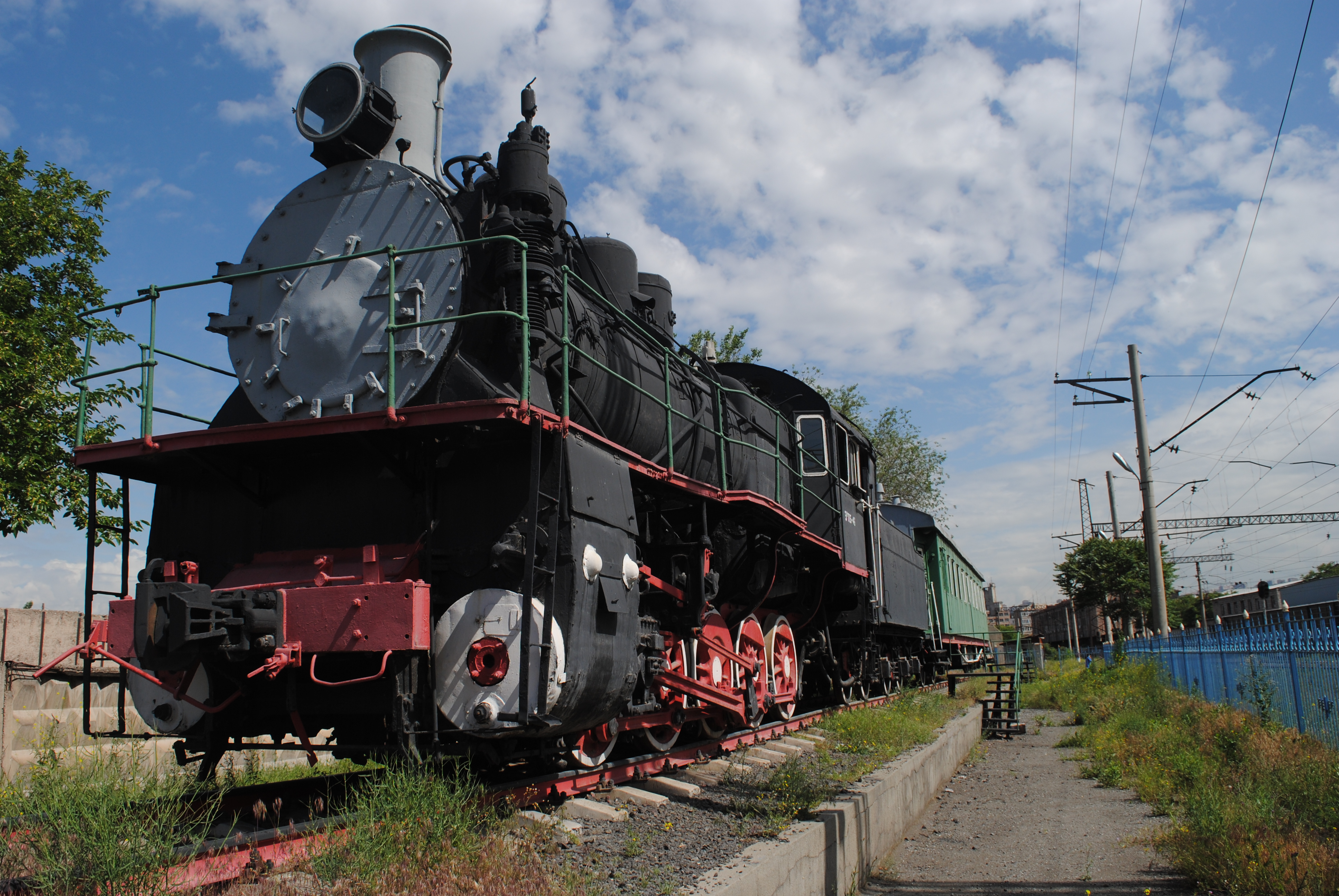
Ånglokomotiv utanför järnvägsstationen, tillhörande Armeniens järnvägsmuseum